# Shōnagon
Shōnagon (少纳言) era um título dado aos Conselheiros do Terceiro Escalão do Daijō-kan,  no Ritsuryō (sistema governamental feudal japonês) .
Esta posição consultiva permaneceu parte da Corte Imperial do Japão desde o Século VIII  até o período  Meiji , no Século XIX . 
O cargo foi criado em conjunto com o Daijō-kan em 702 , pelo Código Taihō.
Nas fileiras da burocracia imperial, o Shōnagon  atendia aos Chūnagon (Conselheiro do Segundo Escalão) e organizavam os Sangi (Conselheiros do Quarto Escalão). 
Normalmente, o cargo era ocupado por membros da kuge . Esses funcionários eram responsáveis por ler os relatórios e organizar as viagens imperiais .  Os Shōnagon secretariavam os principais oficiais, colocavam os selos nas proclamações, e realizavam as comunicações no interior do Daijō-kan. Eles atuavam tanto na área militar como na civil . 